# 게이 앤섬
게이 앤섬(gay anthem)은 LGBT 커뮤니티, 그 중에서도 주로 동성애자 남성과 동일시되거나 그들에게 폭넓은 인기를 끄는 노래이다. 게이 앤섬의 가사는 역경을 견디는 희망, 자긍심, 조화, 반항을 다루는 것이 많다. 영국 성소수자 권리 단체인 스톤월은 크리스티나 아길레라의 "Beautiful"을 2000년대 10년동안 성소수자들에게 가장 힘을 주는 노래로 선정하였다.

## 테마
모든 노래는 개별적이지만, 게이 앤섬이 되는 기준은 시대에 따라 다른 경향을 보인다. Queer라는 서적에서는 모든 게이 앤섬에 적용되는 것은 아니지만 다음 열 가지 메인 테마가 그 중에서 가장 일반적인 기준이라고 설명하고 있다.
영향력 있는 디바
이 테마는 특정 노래보다는 동성애자 남성으로부터 개인 숭배에 가까운 지지를 받는 디바 스타일의 대중음악 가수의 노래를 말하며, 이러한 가수 중에는 여성 게이 아이콘이 대부분이다. 현대의 예로는 마돈나, 셰어, 바브라 스트라이샌드, 도나 서머, 머라이어 캐리, 크리스티나 아길레라, 아델, 레이디 가가 등이 있다.
사랑의 역경을 극복
주로 잘못된 아픈 사랑을 이겨내고 이전보다 더 강해진 모습으로 돌아오는 이야기를 다룬다.
혼자가 아니야
커뮤니티의 연대, 또는 외로움은 당신만이 느끼는 것이 아니라며 격려하는 주제이다.
근심과 걱정을 떨쳐라
가지고 있는 문제는 버려두고 함께 즐기자는 이야기를 다루고 있다.
어렵게 얻은 자부심
억압, 암흑과의 싸움, 또는 자유와 아름다움을 얻는 것에 대한 두려움, 자부심을 주제로 하는 노래이다.
자유로운 성에 대한 찬양
문화적 금기를 초월하는 개인의 성생활을 다룬다.
수용에 대한 탐구
자신을 환영 받을 수 있는 장소에 속하여 살기를 희망하며 꿈꾸는 노래이다.
세상에 지친 토치송
남에게 이용당하거나 학대를 당하고도 살아남는 모습을 비통하게 그리는 노래다.
사랑은 모든 것을 정복한다
이겨낼 수 없는 역경에도 불구하고 사랑을 포기하지 않는 이야기를 담고 있다.
사과하지 마라
다른 사람의 기대와 비판에도 아랑곳하지 않고 자신의 삶을 살아가는 모습을 담은 노래이다.

## 같이 보기
- LGBT 마케팅